# カルボシステイン
カルボシステイン（carbocisteine、carbocysteine）は、去痰薬に用いられる医薬品のひとつ。喀痰の粘稠度（ねんちゅうど）を下げ、その排出を容易にする。慢性閉塞性肺疾患 （COPD）、気管支拡張症、気管支炎などの呼吸器疾患の症状を軽快させる。気管支の分泌を妨ぐ効果がある。

## 適応症
- 右記の疾患の去痰/上気道炎（咽頭炎、喉頭炎）、急性気管支炎、気管支喘息、慢性気管支炎、気管支拡張症、肺結核
- 慢性副鼻腔炎の排膿
- 滲出性中耳炎の排液（小児）

## 注意
カルボシステインは鎮咳薬や気道を乾燥させる薬剤とは併用するべきではない。しかし、日本国内ではデキストロメトルファンと同時処方される場合もある。

## 商標
- ムコダイン: 日本（杏林製薬）
- ムコダイン去たん錠Pro500:日本（シオノギヘルスケア・スイッチOTC）
- Bronles:マケドニア
- Fluifort:イタリア
- Carbex:パキスタン
- Mucospect：南アフリカ
- Exputex:アイルランド
- Fluidolは、Humotusin:ルーマニア
- Rhinathiol:ブルガリア、コンゴ、香港、ハンガリー、ラトビア、リトアニア、マレーシア、オマーン、ルーマニア、シンガポール、韓国、スイス、台湾、タイ、チュニジア、ベトナム
- Mucodyne：アメリカ合衆国、英国、インド、アイルランド、オランダ、セルビア。
- Mucoral:ポルトガル
- Mucosol:エジプト
- Solmux、Loviscol:フィリピン
- Mucolit：イスラエル

## 合成
カルボシステインはクロロ酢酸によりシステインをアルキル化することで合成される。